# Alinkov
Dvůr Alinkov je samota na severním Znojemsku, částečně na území obce Horní Kounice a zčásti v katastru Čermákovic, necelé 3 kilometry východoseverovýchodně od vsi Horní Kounice, asi půl kilometru severozápadně od vsi Čermákovice. Samotu tvoří chátrající památkově chráněný hospodářský dvůr.

## Historie
O historii dvora v Čermákovicích hovoří písemné zprávy a stavebně-historický průzkum budov. Nejstarší stavbou je nevelký panský dům, který byl vystavěn v poslední třetině 16. století Jindřichem Březnickým z Náchoda, majitelem tulešického panství. Kolem roku 1595 odkoupili areál s budovou novokřtěnci, kteří se zde poprvé uvádějí roku 1596 v souvislosti s daňovým přiznáním nezletilého dědice panství Jiřího Březnického z Náchoda. V odůvodnění daně se specifikuje, že je „ze mlýna novokřtěnskýho, v kterémž kuchyni mají“. (Termínem „kuchyně“ se v soudobých písemnostech označovalo obydlí novokřtěnců.) Další daňová přiznání pocházejí z let 1597, 1599 a 1605. O životě zdejší komunity hovoří také kroniky novokřtěnců. V nich je uvedeno, že v roce 1612 byla na sídlo uvalena neúměrná daň, která byla už předtím navýšena. V roce 1615 zemřel hospodář komunity Leonhart Baum. V prosinci 1620 dvůr napadli císařští vojáci, ženy se před nimi skryly do studené vody za mlýnskými koly, ale vojáci je zde objevili a znásilnili. V závěru roku 1622 se Čermákovice uvádějí mezi 24 sídly, které novokřtěnci museli opustit a vystěhovat se z Moravy.
Podle Jiřího Pajera se o sídle novokřtěnců v této lokalitě ví od roku 2003 a definitivně byl tento závěr potvrzen až roku 2014. V letech 1595–1622 zde žilo kolem 150 příslušníků novokřtěnecké komunity a po architektonické stránce areál nemá analogie v jiných dochovaných pozdně renesančních stavbách v Česku. V areálu zůstaly uchovány v originální dispozici budovy s původním interiérovým členěním. V přízemí hlavní obytné budovy byly identifikovány stáje pro dobytek, dále společná kuchyně s pekárnou. V dochovaném půdorysu I. patra byla rozeznána společná jídelna, modlitebna a nemocniční pokoj se špitálem, patrný je i hostinský pokoj pro šlechtické návštěvníky sídla. Interiérové členění hlavní obytné budovy odpovídá soudobým interním předpisům a řádům, usměrňujících život novokřtěneckých komunit. Vedlejší obytná budova, která byla upravena z někdejšího panského domu, sloužila pro účely školy. K budově byl přistavěn mlýn o čtyřech složeních, k mlýnici byla přivedena voda náhonem z řeky Rokytné. Pořadí výrobních a hospodářských budov zahrnovalo dílny, z nichž se v pramenech uvádí koželužská provozovna, podle archeologických nálezů je pravděpodobná i existence keramické dílny. Na výrobní trakt navazuje budova při vstupu do areálu, která má klenutí s vytaženými hřebínky a sloužila jako konírna.
Po odchodu novokřtěnců připadl areál Březnickým z Náchoda, za hraběte Ferdinanda Leopolda byly provedeny dílčí úpravy hlavní obytné budovy, která se proměnila na příležitostné panské sídlo. Po krátkodobé držbě několika majitelů nabyli dvůr Jankovští z Vlašimi, byl součástí panství Skalice a dostal se pod vrchnostenskou správu, řízenou z hradu Bítova. Mlýn o čtyřech složeních pracoval až do poloviny 19. století, poté byl zrušen a dvůr sloužil jako hospodářská jednotka s převažujícím chovem dobytka.

## Současný stav

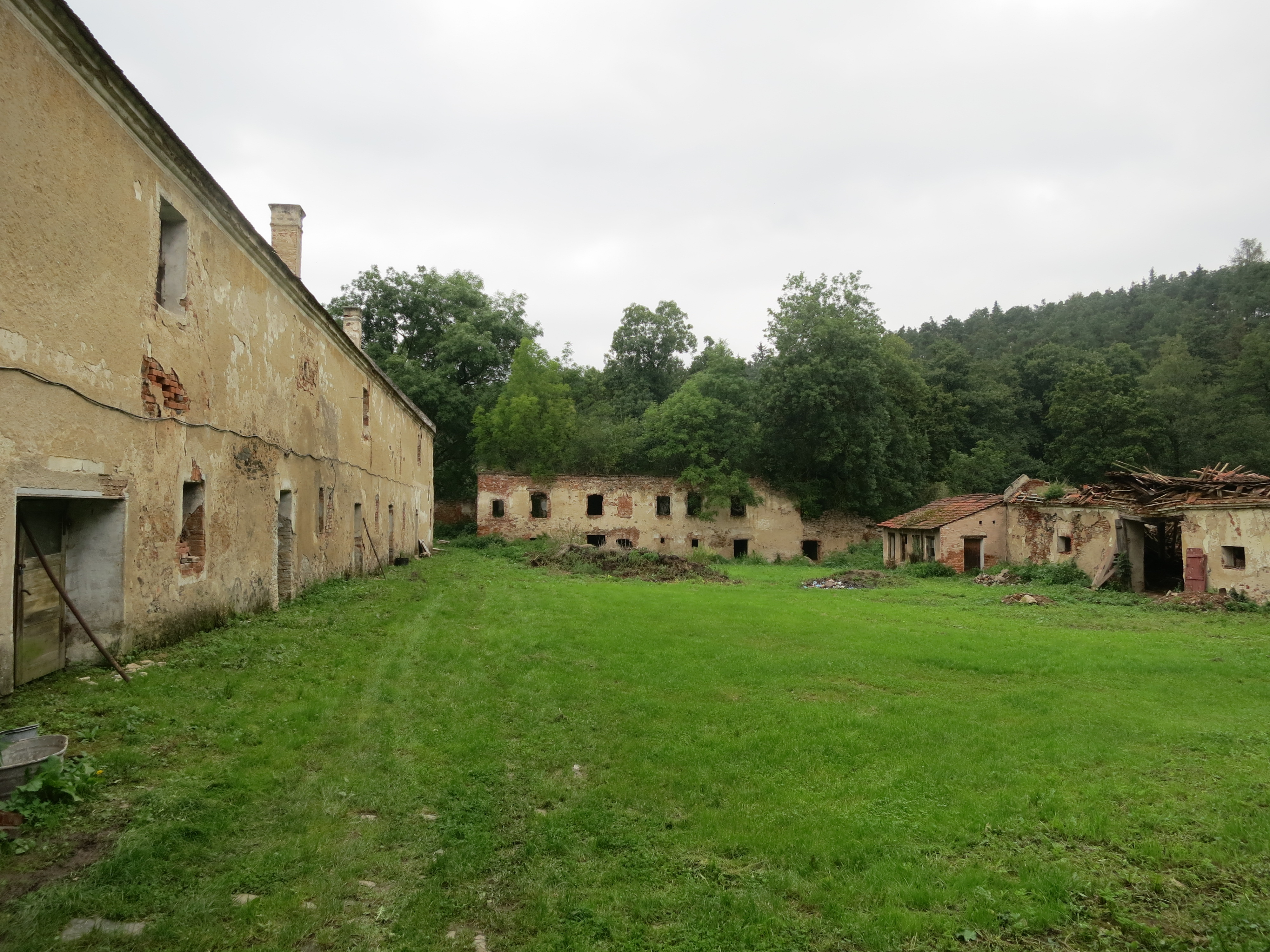
Nádvoří Alinkova se zříceninami bývalého zámku

Z původních staveb je nejzachovalejší jednopatrová hlavní obytná budova někdejšího sídla novokřtěnců, která má v přízemí pozdně renesanční klenby s vytaženými hřebínky. Zachovala se také budova někdejšího panského domu, který byl však po druhé světové válce zbaven střechy, a interiéry prvního patra jsou prorostlé náletovou vegetací. Přesto jsou však v přízemí dochovány hodnotné vrcholně renesanční klenební konstrukce a v prvním patře zbytky původní výmalby místností. Ze stejné doby pocházejí také pozůstatky dvou nárožních arkýřů včetně vnější sgrafitové výzdoby, iluzivně doplňující okenní a vstupní otvory. Analogická sgrafitová výzdoba je dochována i na fasádě hlavní obytné budovy.
K 30. prosinci 2014 byl areál dvora čp. 65 prohlášen za nemovitou kulturní památku. Současným majitelem dvora je sdružení ASSOCIATION ALINKOV, z. s., jehož náplní je památková obnova a další využití areálu. Cílem je vytvoření "Památníku moravských novokřtěnců", který by veřejnosti prezentoval život a kulturu této výrazné náboženské, etnické a kulturní skupiny.